# Kléber Pereira
Kléber João Boas Pereira (* 13. August 1975 in Peri Mirim, Maranhão), besser bekannt als Kléber Pereira, ist ein ehemaliger brasilianischer Fußballspieler auf der Position des Stürmers.

## Leben
Pereira begann seine Profikarriere beim Moto Club de São Luís, einem der besten Klubs seines Heimatbundesstaates Maranhão, bei dem er zwischen Januar 1995 und Juni 1996 unter Vertrag stand. Für die Saison 1996/97 wechselte er zum Schweizer Erstligisten FC Sion, kehrte jedoch schon bald in seine Heimat zurück und unterschrieb beim Clube Náutico Capibaribe, bevor er von Anfang 1998 bis Mitte 1999 erneut beim Moto Club de São Luís engagiert war. Die nächsten dreieinhalb Jahre stand er beim Athletico Paranaense unter Vertrag, mit dem er zwischen 2000 und 2002 dreimal in Folge die Staatsmeisterschaft von Paraná und außerdem den bis heute einzigen Meistertitel der brasilianischen Fußballliga in dessen Vereinsgeschichte gewann.
Anfang 2003 wechselte Pereira zum mexikanischen Erstligisten Tigres de la UANL, bei dem er bis Mitte 2004 unter Vertrag stand. Nach einem halben Jahr in Diensten der Tiburones Rojos de Veracruz wechselte er zum Hauptstadtverein América, mit dem er die meisten Erfolge seiner gesamten Fußballerlaufbahn feierte: in der Clausura 2005 gewann er mit den Americanistas die mexikanische Fußballmeisterschaft. In der anschließenden Apertura 2005 wurde er – gemeinsam mit den ebenfalls elfmal erfolgreichen Schützen Sebastián Abreu, Walter Gaitán und Matías Vuoso – Torschützenkönig der mexikanischen Liga und im April 2006 gewann er mit den Águilas den CONCACAF Champions’ Cup. Nachdem die beiden Finalspiele gegen den Ligakonkurrenten Deportivo Toluca torlos geendet hatten und Paulo da Silva die Diablos Rojos im Aztekenstadion zu Beginn der Verlängerung mit 1:0 in Führung geschossen hatte, gelang Pereira in der 105. Minute der immens wichtige Ausgleich, dem sein  Mannschaftskamerad Duilio Davino zehn Minuten später den Siegtreffer zum 2:1 folgen ließ.
Nach einem weiteren Jahr in Diensten des Club Necaxa (Saison 2006/07) kehrte Pereira in sein Heimatland zurück, wo er die nächsten zweieinhalb Jahre beim FC Santos unter Vertrag stand, in dessen Reihen er 2008 mit 21 Treffern – gleichauf mit Keirrison und Washington von den Ligakonkurrenten Coritiba und Fluminense – Torschützenkönig der brasilianischen Fußballliga wurde.
In seinem letzten Spieljahr 2010 stand er zunächst beim SC Internacional und anschließend beim EC Vitória unter Vertrag.

## Erfolge
Athletico Paranaense
- Meister der Staatsliga von Paraná: 2000, 2001, 2002
- Série A: 2001

Club América
- Mexikanischer Meister: Clausura 2005
- Sieger des CONCACAF Champions’ Cup: 2006

## Auszeichnungen
Athletico Paranaense
- Torschützenkönig der Copa Sul-Minas 2000

América
- Torschützenkönig der mexikanischen Primera División: Apertura 2005

Santos
- Torschützenkönig der brasilianischen Série A: 2008